# Xã Bloomfield, Quận Bedford, Pennsylvania
Xã Bloomfield (tiếng Anh: Bloomfield Township) là một xã thuộc quận Bedford, tiểu bang Pennsylvania, Hoa Kỳ. Năm 2010, dân số của xã này là 1.016 người.